# Colin Fleming (pilote)
Pour les articles homonymes, voir Colin Fleming et Fleming.
Colin Fleming est un pilote automobile américain, né le 21 avril 1984. 

## Carrière automobile
- 2002 : Formule Dodge, 6e
- 2003 : Barber Dodge Pro Series, 5e
- 2004 : Championnat d'Allemagne de Formule Renault, 2e
  - Eurocup Formule Renault, 3e
- 2005 : World Series by Renault 13e
- 2006 : World Series by Renault, 18e
  - Champ Car Atlantic Championship, 20e